# Pino Dell'Orco
Giuseppe Dell’Orco, detto 'Pino' (Roma, maggio 1934 – Viterbo, 10 gennaio 2013), è stato un illustratore e pittore italiano.

### Articoli
- Giovanni Scarpa, L’aviatore immaginario. Ovvero le copertine di guerra di Pino Dell’Orco, su rosminipadova.it, 17 novembre 2015.
- Giovanni Scarpa, Un illustratore alla ribalta. Pino Dell’Orco, un asso dell’illustrazione (PDF), in Fumetto, n. 103, 2018.

### Libri
- David Roach, Aarrgghh!! It’s war. The Best War Comic Cover Art from War, Battle, Air Ace and War at Sea Picture Libraries, Londra, Prion Books, 2007, ISBN 9781853756337.

### Riviste
- Diego Cordoba, Peter Richardson, Illustrators. British War Comics Special. Studio Dami and the Italian Artists, Londra, The Book Palace, marzo 2018, ISBN 978-1-907081-47-7, ISSN 2052-6520 (WC · ACNP).